# スリナム系オランダ人
スリナム系オランダ人（スリナムけいオランダじん、オランダ語: Surinamers in Nederland）はオランダに在住するスリナム国籍、及びスリナム系の人々である。2025年にはおよそ365,000人のスリナム人がオランダに在住し、オランダ最大の北南アメリカ人コミュニティである。

## 歴史
スリナムは1667年から1975年までオランダの植民地であった。1975年スリナムが独立した時、スリナムからの大量移民が始まり、およそスリナム人口の半分がオランダに移動。1980年代の独裁時代にも、数々のスリナム人がオランダに移動した。現代には365,000人のスリナム人がオランダに在住し、トルコ、モロッコに続いてオランダ第3の外国人コミュニティである。全界にはおよそ100万人のスリナム人が存在し、その中63万がスリナム、36万がオランダに住み、スリナム人口の37％がオランダに在住。スリナム系オランダ人の中、16万人がインド系で15万人がアフロ系であり、少数の中華系やジャワ系も存在する。スリナム系オランダ人はヨーロッパで最大のカリブ海地域コミュニティであり、オランダ最大の黒人コミュニティでもある。アムステルダムには63,000人のスリナム人が在住し、スリナム博物館や劇場が存在する。オランダの大都市では多くのスリナム祭りが開催される。オランダには多くのスリナム食レストランが存在するが、多くのレストランは中華食やインド食と合成している。アムステルダム空港からはスリナムの首都パラマリボに、欧州から唯一の直線がある。多くのスリナム人はオランダの国籍を持ち、オランダの社会に良く統合している。オランダに住んでいるスリナム人はスリネッズ（Surineds）という愛称があり、スリナムとオランダの名前を組み合わせた意味である。
スリナム系オランダ人はオランダのサッカー界にも大きな影響があり、ルート・フリットやフィルジル・ファン・ダイクがスリナム系であり、キックボクサーアーネスト・ホーストや音楽グループ2 アンリミテッドのメンバーもスリナム系である。

## 統計

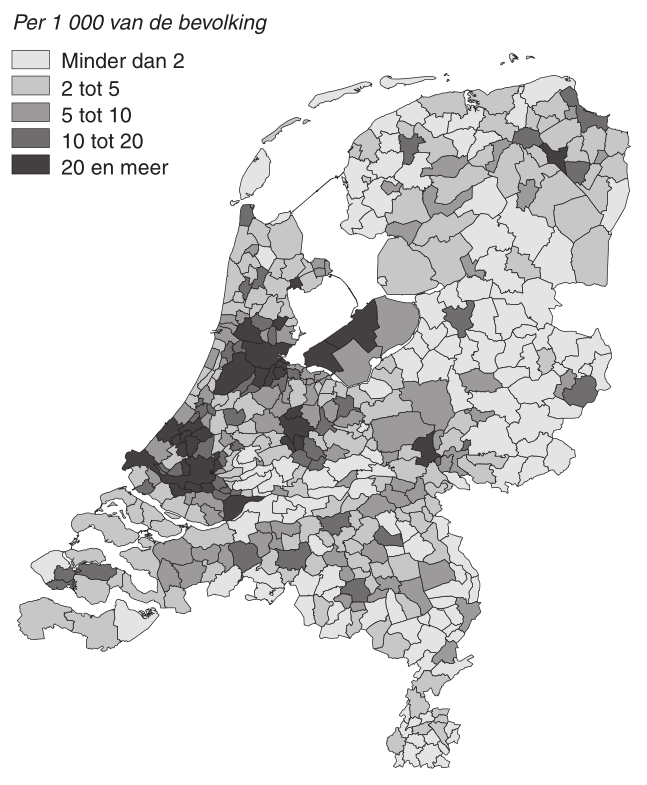
スリナム人が多いオランダ地域

スリナム人が多い都市
| 順位 | 都市           | 人数   |
| ---- | -------------- | ------ |
| 1    | アムステルダム | 63,000 |
| 2    | ロッテルダム   | 52,000 |
| 3    | デン・ハーグ   | 45,000 |
| 4    | アルメレ       | 26,000 |
| 5    | ズーテルメール | 9,000  |
| 6    | ユトレヒト     | 7,800  |

スリナム人が多い州
| 順位 | 州             | 人数    |
| ---- | -------------- | ------- |
| 1    | 南ホラント     | 154,000 |
| 2    | 北ホラント     | 99,000  |
| 3    | フレヴォラント | 31,400  |
| 4    | 北ブラバント   | 20,000  |
| 5    | ユトレヒト     | 19,600  |
| 6    | ヘルダーラント | 12,500  |